# Дольфак
Дольфак (перс. دلفک) — дегестан в Ірані, у бахші Хурґам, в шагрестані Рудбар остану Ґілян. За даними перепису 2006 року, його населення становило 3242 особи, які проживали у складі 875 сімей.

## Населені пункти
До складу дегестану входять такі населені пункти:
- Бараруд
- Вішан
- Джаляльдег
- Ліявол-є-Алія
- Ліявол-є-Софлі
- Машміян
- Хешматабад
- Шір-Каде